# Корниенко, Владимир Андреевич
Владимир Андреевич Корниенко (1 июля 1924 года, г. Новочеркасск — 28 декабря 1975 года, там же) — участник Великой Отечественной войны, полный кавалер Ордена Славы (1945).

## Биография
Родился 1 июля 1924 года в Новочеркасске в семье рабочего. Окончил семилетнюю школу и ремесленное училище, в дальнейшем работал электромонтёром на заводе.
В 1943 году был призван в РККА.
С 17 по 22 августа 1944 года рядовой Корниенко, будучи старшим разведчиком взвода управления 6-й батареи 483-го армейского миномётного полка 2-й гвардейской армии 1-го Прибалтийского фронта рядовой Корниенко в районе города Кельме Литовской ССР находился в боевых порядках, поддерживая связь с пехотой и вёл наблюдение за противником, обнаружил 4 вражеских БТРа, танк в засаде, 4 пулемёта, миномётную батарею и 2 пушки, которые затем были накрыты миномётным огнем. 22 августа 1944 года умело корректировал огонь батареи, в результате чего вражеская пехота была отрезана от танков, было уничтожено до взвода вражеских солдат и офицеров. 21 сентября 1944 года награждён орденом Славы 3 степени.
Во время наступательных боёв в том же боевом составе 3-го Белорусского фронта выявил данные 18 целей, которые затем поразила батарея. 4 марта 1945 года в районе города Бартенштайн засёк огневые точки врага, мешавшие продвижению советской пехоты, которые затем были подавлены. 30 марта 1944 года награждён орденом Славы 2 степени.
16 апреля 1944 года в бою за населённый пункт Войдиттен в 2 км к югу от города Цинтен корректировал огонь миномётной батареи, которая уничтожила 2 пулемёта и подавила огонь зенитного пулемёта противника. При отражении контратаки из личного оружия уничтожил 8 вражеских солдат, также из захваченного у врага орудия подбил БТР. Указом Президиума Верховного Совета СССР от 29 июня 1945 года награждён орденом Славы 1 степени, став полным кавалером ордена Славы.
В 1947 году демобилизован в звании старшины. После демобилизации жил в Новочеркасске, с 1952 по 1969 год служил в строительной роте, затем работал в пожарной охране.
Умер 28 декабря 1975 года в Новочеркасске, похоронен там же.

## Награды
- медаль «За отвагу» (30.4.1944)[4]
- орден Славы 3 степени (21.9.1944)[1]
- орден Славы 2 степени (30.3.1945)[2]
- орден Славы 1 степени (29.6.1945)[3]